# Stygnus grasshoffi
Stygnus grasshoffi – gatunek kosarza z podrzędu Laniatores i rodziny Stygnidae.

## Występowanie
Gatunek wykazany z Wenezueli.